# Childrey
Childrey – wieś w Anglii, w hrabstwie Oxfordshire, w dystrykcie Vale of White Horse. Leży 23 km na południowy zachód od Oksfordu i 93 km na zachód od Londynu. W 2001 miejscowość liczyła 510 mieszkańców.